# 张侃 (心理学家)
张侃（？—），男，安徽芜湖人，中国心理学家，曾任中国科学院心理研究所所长。

## 生平
1976年毕业于皖南医学院临床医学专业，1982年于中国科学院心理研究所获心理学硕士学位，1990年于美国伊利诺伊大学心理学博士学位。1983年至1997年在中国科学院心理研究所工作，先后任副研究员、硕士生导师，研究员、博士生导师，室主任、副所长、所长等职，1997年调任中国科学院国际合作局局长。

## 奖项和荣誉
1994年获批享受国务院政府特殊津贴，研究成果获国家科技进步一等奖1项、军队科技进步二等奖2项、中国科学院自然科学二等奖1项，2006当选发展中国家科学院院士。

## 社会兼职
主要学术任职有：中国心理学会理事长（2001年－2009年），国际心理科学联合会副主席（2008年－2012年）。